# 帰って来た木枯し紋次郎 (映画)
『帰って来た木枯し紋次郎』（かえってきたこがらしもんじろう）は、1993年11月20日に東宝洋画系の日比谷シャンテ・シネ1で12月3日までの限定で特別単館上映された日本映画。

## 受賞
- キネマ旬報賞助演男優賞（岸部一徳）

## 概要
中村敦夫主演のテレビドラマ『木枯し紋次郎』の続編として、テレビ放送用に制作された。
35mmフィルムで撮影した時代劇をハイビジョンで後世に残すという市川崑の構想に、フジテレビスタッフが木枯らし紋次郎の続編を提案して企画を進めた。
原作者の笹沢左保が新たにプロットを書き下ろし、監督もテレビドラマと同じく市川崑が務めた。
完成度の高さから映画公開が決定。テレビでの放送に先立ち、2週間限定で劇場上映された。
主題歌はテレビ版と同じ「だれかが風の中で」が使われているが、音源はキングレコードに残っていたテープをドルビー・ステレオにして使用し、タイトルバックに関しては、文字抜きネガが見つからなかったため、テレビ版の制作係だった小嶋伸介が探し出して来た16ミリフィルムの文字入りネガから、使えるショットを35ミリフィルムにブローアップし、残りを新規撮影して再現している。
この作品は紋次郎の台詞が、ドラマ版の「あっしにゃぁ関わりのねぇこって…」ではなく、菅原文太主演の東映版に準じた「あっしには関わりのねぇことでござんす」となっている。

## ストーリー
弘化3年。溯ること5年前に木曽山中で、仇討ちと付け狙っていた2人組の渡世人に襲われ、崖から落ちて死んだと思われていた渡世人、木枯し紋次郎は、きこりの伝吉に助けられ、杣人（そまびと）となって働いていた。
そこに6年前、木曽から姿を消した伝吉の息子の小平次が渡世人となって現れ、伝吉に上州で大仕事をすると公言し、上州に再び戻って行った。大怪我を負った伝吉は小平次の行く末を危ぶみ、最期の頼みと紋次郎に対し、渡世人に戻り、小平次を連れ戻してほしいと懇願され、再び草鞋を履く決意をし、因縁のある上州に向かうこととなった。

## 出演者
- 木枯し紋次郎 - 中村敦夫
- お真知 - 坂口良子
- 木崎の五郎蔵 - 岸部一徳
- 木曽の伝吉 - 加藤武
- 弁天の小平次 - 金山一彦
- おたみ - 鈴木京香
- お常 - 牧よし子
- 浅香盛助 - 石橋蓮司
- 上江田の十兵衛 - 小林昭二
- 上江田の八兵衛 - 中原丈雄
- 富岡屋惣左衛門 - 神山繁
- 虎之助 - 尾藤イサオ
- 捨吉 - 井上博一
- 源八郎 - 保木本竜也
- 丑松 - 加藤満
- 熊太郎 - 宇治川理斉
- 多助 - 永妻晃
- 足利屋利三郎 - 小沢象
- 犬伏屋重助 - 浦信太郎
- お真知の少女時代 - 橘優美
- 母親 - 藤あけみ
- 酔いどれ浪人 - 上條恒彦
- 掛け茶屋の親爺、ナレーター - 日下武史
- 商人A - 遠藤良光
- 商人B - 山口真司
- 商人C - 佐々木敏

## スタッフ
- 監督 - 市川崑
- 脚本 - 市川崑、中村勝行、中村敦夫
- 企画 - 能村庸一、松前洋一
- プロデューサー - 鈴木哲夫、本間信行、小嶋伸介
- 原作 - 笹沢左保
- 撮影 - 五十畑幸勇
- 美術 - 村木忍
- 照明 - 下村一夫
- 録音 - 斎藤禎一
- 整音 - 大橋鉄矢
- 編集 - 長田千鶴子
- 音楽 - 谷川賢作
- 主題歌 - 『だれかが風の中で』
  - 作詞 - 和田夏十
  - 作曲 - 小室等
  - 編曲 - 寺島尚彦
  - 唄 - 上條恒彦
- スチール - 橋山直己
- 助監督 - 手塚昌明
- 製作担当  - 秋元浩之
- 殺陣 - 美山晋八
- 装飾  - 浜村幸一
- 製作補 - 藤田知久、川渕豊喜
- 企画協力 - 榎本喜久枝
- 技術協力 - PCLハイビジョン事業部
- 協力 - 京都センチュリーホテル、京都大覚寺、京都仁和寺、協同飼料研究所
- 製作協力 - 東宝映像美術、東宝スタジオ、高津映画装飾、映像京都
- 機材 - ARRIFLEX 535/nac
- 現像 - PCL